# 菅田正照
（すがたまさてる、1月12日 ）は、日本の俳優。神奈川県横須賀市の出身。フリーランス。
舞台を中心に活動。現在では映像作品にも活躍の場を広げている。身長190cm、体重95kg。

## 来歴
学生時代に見たアニメ「マクロスプラス」内のイサムダイソン役を演じた山崎たくみ氏の演技に感銘を受け声優を志す。
高校卒業後、日本工学院専門学校演劇俳優科声優コースに入学。学費は新聞奨学生制度を受け工面。2年間の学生生活を新聞配達と両立しながら過ごす。
在学中に劇団☆新感線「吉原御免状」を観劇し衝撃を受け、一転して舞台の世界にのめり込むことに。この頃より殺陣の世界にも興味を持ち始める。
卒業後は文化庁主催、東京演劇集団風による旅公演に演出部として参加。「星の王子さま」「Touch〜ひびき合うものたち」に参加し、バオバブ役としても出演しつつ全国の小中高校での公演を経験する。
活動の場を小劇場界にも広げ、多数の公演に参加。
2017年、劇団☆新感線「髑髏城の七人 season月 上弦の月」において10年来の夢であった同劇団への出演も果たす。

## 人物・エピソード
- 20代に日本俳優連合に加入。同アクションライセンス認定会にて、殺陣中級、技斗中級を同時受験し1度で合格。その後、殺陣上級にも合格した。
- 好きな作家は中島らも。
- 大のエヴァファン。

## 出演

### 舞台
- 東京演劇集団風『星の王子さま』（2008年）-バオバブ役
- 劇団芋屋『うちは貧乏だけど』（2009年）
- 東京演劇集団風『星の王子さま』（2009年）-バオバブ役
- 梅の会プロデュース『アイ』（2010年）
- Mrs.fictions presents 15 Minutes Made vol.8 劇団芋屋『てめぇは草食ってろ』（2010年）
- オールアクトカンパニー 『FLOWARS』（2010年）
- 劇団芋屋『悪名高き治助の恋』（2010年）
- 東京演劇集団風『星の王子さま』（2010年）-バオバブ役
- 劇団芋屋『アイアンディッシュ』（2011年）
- 爆裂団『熱闘!臥龍小学校!!~あの時僕らは熱かった~』（2011年）
- 劇団☆錦魚鉢 『BIGマンディンゴ伝説の作り方』（2011年）
- 演劇ユニットyado『片方』（2012年）
- 日本ジャズダンス芸術協会主催「第33回ジャズダンスフェスティバル」内 KAZUO上原ジャズバレエスタジオ『定』（2012年）
- 築根イメージングプロデュース 薫風四神第六弾『薄紅』（2013年）
- 音楽朗読劇 『イキヌクキセキ~十年目の願い~』(2013年）
- 平成時代劇 萬屋錦之助 一座 ざ☆よろきん『寅と卯 ―燃ゆる彼岸に、散るは幻―』（2013年）
- 日本ジャズダンス芸術協会主催「第34回ジャズダンスフェスティバル」内 KAZUO上原ジャズバレエスタジオ『誠』（2013年）-坂本龍馬役
- 第49回府中市民芸術文化祭「府中ダンシングフェスティバル2013」内 KAZUO上原ジャズバレエスタジオ『誠』（2013年）-坂本龍馬役
- うわの空・藤志郎一座『ルナ・レインボウ』（2014年）-番組ディレクター役
- KENプロデュース 『なつきとオバケくぬぎ』（2014年）
- 日本ジャズダンス芸術協会主催「祝 第35回ジャズダンスフェスティバル」内 KAZUO上原ジャズバレエスタジオ『野良犬』（2014年）
- B.B.C vol.1 『ブラック・バディズ・クラブ』（2014年）
- タンバリンプロデュース『鬼切丸』（2015年）-悪黒鬼役、鬼衆、僧兵役
- 劇団☆新感線『髑髏城の七人』season月 上弦の月（2017年）-アクション部、鉄騎兵役
- チャピロック企画 『空飛ぶコーポレーション 2019』（2019年）
- 舞台『刀剣乱舞』无伝 夕紅の士 -大坂夏の陣-（2021年）-アンサンブル、大太刀役

### 映画
- 『BRIDGE』（未公開）-兵士役
- 『亜人』（2017年）-SATT隊員役
- 北野武監督作品『首』-兵士役

### Vシネ
- 『殺し屋アンナ』 -アンナの夫役
- 『殺し屋ノエル』
- 『銭湯童貞』-平沼役
- 『双頭の龍』-ヤクザ組員役
- 『アウトレイジ凛』-刺客役

### バラエティ番組
- 『ザ・マスクド・シンガー』SEASON 1

### 広告
- CM Panasonic レッグリフレ
- CM ユニバーサルスタジオジャパン 『コナン・ザ・エスケープ』

## 資格
- 日本俳優連合会員
- 同アクションライセンス殺陣上級、技斗中級所持